# Yaberg
Yaberg är en by i Femsjö socken, Hylte kommun.
Byn ligger på en höjd i socknen vid Yabergsån. Yaberg, som ursprungligen hette Öjaböke, fick sätesfrihet 1677. Nuvarande mangårdsbyggnad vid säteriet uppfördes på 1830-talet. Söder om säteriet finns ytterligare två gårdar. I början av 1900-talet blev Yaberg ett lantbygdscentrum för området. Här fanns en kvarn, nu ersatt av ett vattenkraftverk, på andra sidan dammen låg lanthandeln och mejeriet. Öster om bebyggelsecentrumet finns en nu nedlagd såg som ersatte en äldre vattendriven såg. Byn har av Länsstyrelsen i Hallands län har klassat byn som ett riksintresse för kulturmiljövården.